# Mathiston
Mathiston es un pueblo situado en los condados de Webster y Choctaw, en Misisipi, Estados Unidos. Tiene una población estimada, a mediados de 2024, de 868 habitantes.

## Geografía
Según la Oficina del Censo, la localidad tiene una superficie total de 6.6 km² de los cuales 6.5 km² corresponden a tierra firme y 0.1 km² están cubiertos de agua.

## Demografía

### Censo de 2020
Según el censo de 2020, en ese momento había 831 habitantes residiendo en la localidad. La densidad de población era de 127.8 hab./km². Había 383 viviendas, lo que implicaba una densidad de 58.9/km².
| Raza                   | Núm. | Porc.   |
| ---------------------- | ---- | ------- |
| Blancos                | 696  | 83.75%  |
| Afroamericanos         | 104  | 12.52%  |
| Asiáticos              | 2    | 0.24%   |
| De otras razas         | 4    | 0.48%   |
| De una mezcla de razas | 25   | 3.01%   |
| Total                  | 831  | 100.00% |

Del total de la población, el 1.81% eran hispanos o latinos de cualquier raza.

### Estimación 2019-2023
Según la estimación 2019-2023 de la Oficina del Censo, el 27.3% de los habitantes tienen menos de 18 años, el 46.7% tienen entre 18 y 64 años, y el 26.0% tienen 65 años o más. La edad media es 40.2.
Los ingresos medios de los hogares de la localidad son de $59,514 y los ingresos medios de las familias son de $76,033. El 17.6% de los habitantes están por debajo de la línea de pobreza, entre ellos el 27.2% de los menores de 18 años y el 15.6% de quienes tienen 65 años o más.